# Коген
Коген (孝元天皇 Kōgen-tennō), познат и као Ојаматонекохикокуникуру но Микото, био је осми цар Јапана.
Сматра се да је владао од 214. п. н. е. до 158. п. н. е.

## О владару
Данашњи истраживачи сумњају у постојаност девет царева Јапана, у које спада и Кореи, па их класификују у тз. митолошке цареве, све до Суџина након чега долазе владари са чвршћим доказима постојања. Име „Коген“ је постхумно име које се по јапанском обичају додељује после смрти.
Историчари сврставају Когена у тз. митолошке владаре јер чврстих доказа о његовом животу и владавини не постоје и мало тога се зна о њему.
У записима Коџики и Нихон шоки остало је сачувано име и генелогија владара. Иако нема јачих доказа да је овај владар заиста владао, Јапанци су традиционално прихватили његово постојање одржавајући место које се сматра његовим гробом (царски мисасаги).
Џиен, јапански песник, писац и будистички монах из 12. века оставио је запис да је Коген био најстарији син цара Кореија, и да је владао из палате Сакаихара-но-мија у месту Кару, касније део Јамато провинције. Сматра се да Абе клан води порекло од овог цара.
Коген је постхумно име. Ипак сугерише се да је то име изведено из кинеске форме и може се повезати са будизмом који је касније дошао у Јапан, што говори да је тај назив додељен доста касније, вероватно у време када је Коџики написан.
Право место где је сахрањен цар Коген ни данас није познато па се уместо тога традиционално поштује у шинтоистичком храму (мисасаги) у Нари. Тамо је и његов званични маузолејум „Цуруги но ике шима но е но мисасаги“.

## Супруге и деца
Царица: Utsusikome (欝色謎命), younger sister of Utsusikoo (欝色雄命)
- Принц Охико (大彦命), Предак Абе но Оми (Абе клана) (阿倍臣), Кашиваде но Оми (膳臣), Ахе но Оми (阿閉臣), Сасакијама но Кими (狭狭城山君), Цукуши но Куно но Мијацуко (筑紫国造)
- Принц Сунанаококоро (少彦男心命)
- Принц Вакајаматонекохикооби (稚日本根子彦大日日尊) (цар Каика)
- Принцеза Јаматото-химе (倭迹迹姫命)

Икагашикоме (伊香色謎命), ћерка Охесоки (大綜麻杵)
- Принц Хикофуцуоши но макото (彦太忍信命), деда Такеучи но Сукунеа (武内宿禰)

Ханијасу-химе (埴安媛), ћерка Кавачи но Аотамакаке (河内青玉繋)
- Принц Такеханијасухико (武埴安彦命)